# Grande Timor

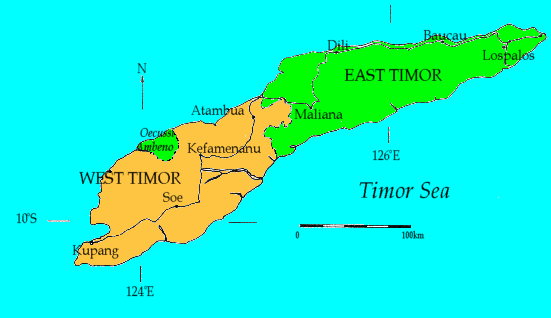
As duas partes da ilha de Timor formariam a união do Grande Timor.

O termo Grande Timor (em indonésio:  Timor Raya) refere-se a um conceito irredentista da ilha de Timor unida e independente, formada pela antiga colónia portuguesa Timor-Leste e pela antiga colónia neerlandesa Timor Ocidental (agora parte da Indonésia).
Timor-Leste foi invadido e ocupado pela Indonésia em 1975, que anexou o território como sua "27.ª província" em 1976, mas num referendo realizado em 1999, o povo de Timor-Leste votou pelo fim da ocupação indonésia, tornando-se um Estado independente. Isto causou uma revolta generalizada entre muitos nacionalistas indonésios, especialmente nas forças armadas.
Entre 2001 e 2002, antes da independência de Timor-Leste, houve reivindicações por parte dos militares indonésios e alguns comentadores, pois temiam que isto inspiraria a secessão de Timor Ocidental da Indonésia. Apesar disso, não há uma única fonte timorense sobre esse suposto movimento do "Grande Timor".
No entanto, não há nenhuma evidência real de que o povo de Timor Ocidental, cuja maioria pertence à etnia Atoni e são principalmente o inimigo tradicional das etnias timorenses, tenha qualquer interesse em juntar-se aos seus inimigos tribais. Além disso, o movimento independentista de Timor-Leste nunca reivindicou o território de Timor Ocidental, antes da invasão indonésia ou após essa data. Da mesma forma, o governo de Timor-Leste reconheceu plenamente as fronteiras existentes com a Indonésia, herdadas das Índias Orientais Holandesas. Isto é similar à posição tomada pela Papua-Nova Guiné em relação a Papua e Papua Ocidental na Indonésia, quando a Papua-Nova Guiné tornou-se independente da Austrália.